# 相楽郡
- 日本 > 近畿地方 > 京都府 > 相楽郡
- 令制国一覧 > 畿内 > 山城国 > 相楽郡

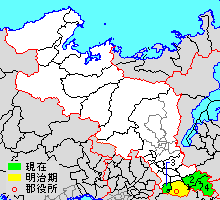
京都府相楽郡の位置（1.笠置町 2.和束町 3.精華町 4.南山城村）

相楽郡（そうらくぐん、さがらかのこおり）は、京都府（山城国）の郡。
人口41,358人、面積178.24km²、人口密度232人/km²。（2025年3月1日、推計人口）
以下の3町1村を含む。
- 笠置町（かさぎちょう）
- 和束町（わづかちょう）
- 精華町（せいかちょう）
- 南山城村（みなみやましろむら）

## 郡域
1879年（明治12年）に行政区画として発足した当時の郡域は、上記3町1村のほか、以下の区域にあたる。
- 木津川市の全域
- 綴喜郡井手町の一部（田村新田）

## 歴史

### 古代
もとは「さがらかのこおり」と読んだ。相楽郡には、山城国の国分寺があった。また、奈良時代に恭仁京が造営され、短期間ながら都とされている。

#### 郷
『和名類聚抄』に記される郡内の郷。括弧内は訓読み。
- 相楽郷（佐加良加）
- 水泉郷（以豆美）
- 賀茂郷
- 大狛郷
- 蟹幡郷（加無波多）
- 祝園郷（波布曽乃）
- 下狛郷（之毛都古末）

#### 式内社
『延喜式』神名帳に記される郡内の式内社。
| 神名帳                     | 神名帳              | 神名帳 | 神名帳   | 比定社                 | 比定社                       | 比定社       | 集成 |
| 社名                       | 読み                | 格     | 付記     | 社名                   | 所在地                       | 備考         | 集成 |
| -------------------------- | ------------------- | ------ | -------- | ---------------------- | ---------------------------- | ------------ | ---- |
| 相楽郡 6座（大4座・小2座） |                     |        |          |                        |                              |              |      |
| 祝園神社                   | ハフソノノ          | 大     | 月次新嘗 | 祝園神社               | 京都府相楽郡精華町祝園       |              |      |
| 和伎坐天乃夫支売神社       | ワキノニ-           | 大     | 月次新嘗 | 和伎坐天乃夫支賣神社   | 京都府木津川市山城町平尾     |              |      |
| 綺原坐健伊那大比売神社     | カムハラノ-         | 小     |          | 綺原坐健伊那大比賣神社 | 京都府木津川市山城町綺田山際 |              |      |
| 相楽神社                   | サカラカノ サカラノ | 小     |          | 相楽神社               | 京都府木津川市相楽           |              |      |
| 岡田鴨神社                 | ヲカタノカモノ      | 大     | 月次新嘗 | 岡田鴨神社             | 京都府木津川市加茂町北       |              |      |
| 岡田国神社                 | ヲカタノクノ        | 大     | 月次新嘗 | （論）春日神社         | 京都府木津川市加茂町大野     | 勝手神社摂社 |      |
| 岡田国神社                 | ヲカタノクノ        | 大     | 月次新嘗 | （論）岡田国神社       | 京都府木津川市木津大谷       |              |      |
| 凡例を表示                 |                     |        |          |                        |                              |              |      |

### 近世以降の沿革
- 「旧高旧領取調帳」に記載されている明治初年時点での支配は以下の通り。幕府領は代官・小堀数馬が管轄。●は村内に寺社領が存在。（92村）

| 知行       | 知行                                   | 村数 | 村名 |
| ---------- | -------------------------------------- | ---- | --- |
| 天領       | 皇室領                                 | 22村 | 綺田村、上津村、南川村、西村、河原村、岡崎村、井平尾村、石寺村、白栖村、別所村、園村、原山村、湯船村、門前村、釜塚村、南村（現・和束町）、木屋村、撰原村、下島村、田村新田、杣田村、中村 |
| 天領       | 例幣使領                               | 5村  | 東村、登大路村、仏生寺村、口畑村、奥畑村 |
| 天領       | 幕府領                                 | 1村  | 枝村、木津郷新田、木津郷流作 |
| 天領       | 京都守護職役知                         | 3村  | 北河原村、梅谷村、石垣村 |
| 天領       | 旗本領                                 | 3村  | ●下狛村、●北稲八間村、東畑村 |
| 天領       | 皇室領・門跡領・幕府領・旗本領         | 1村  | 相楽村 |
| 天領       | 皇室領・公家領・女官領・京都守護職役知 | 1村  | 林村 |
| 天領       | 皇室領・公家領                         | 2村  | 菅井村、●小寺村 |
| 天領       | 皇室領・公家領・幕府領                 | 1村  | 千童子村 |
| 天領       | 皇室領・公家領・幕府領・京都守護職役知 | 1村  | 鹿背山村 |
| 天領       | 皇室領・公家領・幕府領・旗本領         | 1村  | ●吐師村 |
| 天領       | 皇室領・幕府領                         | 1村  | 大路村 |
| 天領       | 皇室領・幕府領・京都守護職役知・旗本領 | 1村  | ●乾谷村 |
| 天領       | 皇室領・幕府領・旗本領                 | 1村  | ●菱田村 |
| 天領       | 皇室領・京都守護職役知                 | 1村  | 椿井村 |
| 天領       | 皇室領・旗本領                         | 5村  | 神童子村、市坂村、植田村、山田村、●柘榴村 |
| 天領       | 皇室領・能楽囃子方大倉氏知行           | 1村  | 平尾村 |
| 藩領       | 伊勢津藩                               | 15村 | 上狛村、法華寺野村、大野村、観音寺村、高田村、北村、里村、兎並村、銭司村、切山村、北笠置村、南笠置村、上有市村、下有市村、南村（現・木津川市）                                           |
| 藩領       | 伊勢久居藩                             | 14村 | 岩船村、西小村、北大門村、南大門村、東小下村、東小上村、北下手村、南下手村、高去村、勝風村、森村、大畑村、尻枝村、辻村                                                                   |
| 藩領       | 大和柳生藩                             | 9村  | 石垣村、法花平尾村、高尾村、田山村、童仙房村、野殿村、飛鳥路村、南大河原村、北大河原村                                                                                                   |
| 藩領       | 山城淀藩                               | 1村  | 南稲八妻村 |
| 藩領       | 大和小泉藩                             | 1村  | 大平尾村 |
| 天領・藩領 | 旗本領・武蔵岩槻藩・林大学頭知行       | 1村  | 祝園村 |

- 慶応4年
  - 2月19日（1868年3月12日） - 天領が京都裁判所の管轄となる。
  - 閏4月25日（1868年6月15日） - 京都裁判所の管轄地域が京都府の管轄となる。
- 明治3年
  - 5月20日（1870年6月18日） - 岩槻藩の管轄地域が京都府の管轄となる。
- 明治4年
  - 7月4日（1871年8月29日） - 廃藩置県により、藩領が津県、久居県、淀県、柳生県、小泉県の管轄となる。
- 明治4年11月22日（1872年1月2日） - 第1次府県統合により、全域が京都府の管轄となる。
- 明治初年 - 大平尾村が平尾村に合併。（91村）
- 明治5年（1872年） - 石垣村が綴喜郡井手村に合併。（90村）
- 明治8年（1875年） - 枝村・大路村・千童子村・上津村・南川村・小寺村が合併して木津村となる。（85村）
- 明治9年（1876年）（78村）
  - 北笠置村・南笠置村が合併して笠置村となる。
  - 上有市村・下有市村が合併して有市村となる。
  - 東村・登大路村・仏生寺村・口畑村が合併して例幣村となる。
  - 法花平尾村が高尾村に、林村が上狛村に合併。
- 明治12年（1879年）4月10日 - 郡区町村編制法の京都府での施行により、行政区画としての相楽郡が発足。郡役所が木津村正覚寺内に設置。
- 明治14年（1881年） - 木津村の一部（旧・木津宿23町）が分立して木津町となる。（1町77村）
- 明治15年（1882年） - 南村（現・木津川市）が改称して美浪村となる。
- 明治16年（1883年）8月13日 - 木津郡役所が木津村字殿城の新庁舎に移転する。

### 町村制以降の沿革

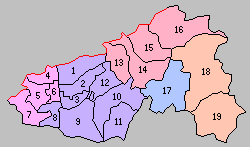
1.棚倉村 2.高麗村 3.上狛村 4.狛田村 5.稲田村 6.祝園村 7.山田荘村 8.相楽村 9.木津村 10.加茂村 11.当尾村 12.瓶原村 13.西和束村 14.中和束村 15.東和束村 16.湯船村 17.笠置村 18.大河原村 19.高山村（紫：木津川市 青：笠置町 桃：精華町 赤：和束町 橙：南山城村）

- 明治22年（1889年）4月1日 - 町村制の施行により、以下の各村が発足。特記以外は現・木津川市。（19村）
  - 棚倉村 ← 綺田村、平尾村
  - 高麗村 ← 椿井村、北河原村、神童寺村
  - 上狛村（単独村制）
  - 狛田村 ← 下狛村、菱田村（現・精華町）
  - 稲田村 ← 北稲八間村、南稲八妻村、植田村（現・精華町）
  - 祝園村 ← 祝園村、菅井村（現・精華町）
  - 山田荘村 ← 山田村、乾谷村、柘榴村、東畑村（現・精華町）
  - 相楽村 ← 吐師村、相楽村
  - 木津村 ← 木津町、木津村、梅谷村、市坂村、鹿背山村
  - 加茂村 ← 里村、高田村、大野村、観音寺村、法花寺野村、北村、兎並村、美浪村、銭司村
  - 当尾村 ← 辻村、尻枝村、南下手村、北下手村、森村、高去村、勝風村、大畑村、岩船村、西小村、東小上村、東小下村、北大門村、南大門村
  - 瓶原村 ← 例幣村、西村、河原村、岡崎村、井平尾村、奥畑村
  - 西和束村 ← 石寺村、白栖村、撰原村、下島村（現・和束町）
  - 中和束村 ← 釜塚村、別所村、南村、杣田村、木屋村（現・和束町）
  - 東和束村 ← 原山村、門前村、園村、中村（現・和束町）
  - 湯船村（単独村制。現・和束町）
  - 笠置村 ← 笠置村、切山村、有市村、飛鳥路村（現・笠置町）
  - 大河原村 ← 南大河原村、北大河原村、野殿村、童仙房村（現・南山城村）
  - 高山村 ← 田山村、高尾村（現・南山城村）
  - 田村新田が綴喜郡井手村の一部となる。
- 明治26年（1893年）11月25日 - 木津村が町制施行して木津町となる。（1町18村）
- 明治32年（1899年）7月1日 - 郡制を施行。
- 大正12年（1923年）4月1日 - 郡会が廃止。郡役所は存続。
- 大正15年（1926年）7月1日
  - 郡役所が廃止。以降は地域区分名称となる。
  - 上狛村が町制施行して上狛町となる。（2町17村）
- 昭和3年（1928年）2月11日 - 加茂村が町制施行して加茂町となる。（3町16村）
- 昭和6年（1931年）10月1日 - 狛田村・祝園村・稲田村が合併して川西村が発足。（3町14村）
- 昭和9年（1934年）1月1日 - 笠置村が町制施行して笠置町となる。（4町13村）
- 昭和17年（1942年）7月1日 - 木津町に相楽郡を管轄する相楽地方事務所を設置。
- 昭和26年（1951年）4月1日（4町9村）
  - 相楽村が木津町に編入。
  - 川西村・山田荘村が合併して精華村が発足。
  - 当尾村・瓶原村が加茂町に編入。
- 昭和29年（1954年）12月15日 - 西和束村・中和束村・東和束村が合併して和束町が発足。（5町6村）
- 昭和30年（1955年）4月1日（6町4村）
  - 大河原村・高山村が合併して南山城村が発足。
  - 精華村が町制施行して精華町となる。
- 昭和31年（1956年）
  - 8月1日 - 上狛町・高麗村・棚倉村が合併して山城町が発足。（6町2村）
  - 9月30日 - 湯船村が和束町に編入。（6町1村）
- 平成19年（2007年）3月12日 - 山城町・木津町・加茂町が合併して木津川市が発足し、郡より離脱。（3町1村）

#### 変遷表
| 明治22年4月1日 | 明治22年 - 大正15年   | 昭和1年 - 昭和19年    | 昭和20年 - 昭和29年         | 昭和30年 - 昭和64年          | 平成1年 - 現在           | 現在     |
| -------------- | --------------------- | --------------------- | --------------------------- | ---------------------------- | ------------------------ | -------- |
| 木津村         | 明治26年11月22日 町制 | 木津町                | 木津町                      | 木津町                       | 平成19年3月12日 木津川市 | 木津川市 |
| 相楽村         | 相楽村                | 相楽村                | 昭和26年4月1日 木津町に編入 | 木津町                       | 平成19年3月12日 木津川市 | 木津川市 |
| 上狛村         | 大正15年7月1日 町制   | 上狛町                | 上狛町                      | 昭和31年8月1日 山城町        | 平成19年3月12日 木津川市 | 木津川市 |
| 高麗村         | 高麗村                | 高麗村                | 高麗村                      | 昭和31年8月1日 山城町        | 平成19年3月12日 木津川市 | 木津川市 |
| 棚倉村         | 棚倉村                | 棚倉村                | 棚倉村                      | 昭和31年8月1日 山城町        | 平成19年3月12日 木津川市 | 木津川市 |
| 加茂村         | 加茂村                | 昭和3年2月11日 町制   | 加茂町                      | 加茂町                       | 平成19年3月12日 木津川市 | 木津川市 |
| 当尾村         | 当尾村                | 当尾村                | 昭和26年4月1日 加茂町に編入 | 加茂町                       | 平成19年3月12日 木津川市 | 木津川市 |
| 瓶原村         | 瓶原村                | 瓶原村                | 昭和26年4月1日 加茂町に編入 | 加茂町                       | 平成19年3月12日 木津川市 | 木津川市 |
| 笠置村         | 笠置村                | 昭和9年1月1日 町制    | 笠置町                      | 笠置町                       | 笠置町                   | 笠置町   |
| 西和束村       | 西和束村              | 西和束村              | 昭和29年12月15日 和束町     | 和束町                       | 和束町                   | 和束町   |
| 中和束村       | 中和束村              | 中和束村              | 昭和29年12月15日 和束町     | 和束町                       | 和束町                   | 和束町   |
| 東和束村       | 東和束村              | 東和束村              | 昭和29年12月15日 和束町     | 和束町                       | 和束町                   | 和束町   |
| 湯船村         | 湯船村                | 湯船村                | 湯船村                      | 昭和31年9月30日 和束町に編入 | 和束町                   | 和束町   |
| 狛田村         | 狛田村                | 昭和6年10月1日 川西村 | 昭和26年4月1日 精華村       | 昭和30年4月1日 町制          | 精華町                   | 精華町   |
| 祝園村         | 祝園村                | 昭和6年10月1日 川西村 | 昭和26年4月1日 精華村       | 昭和30年4月1日 町制          | 精華町                   | 精華町   |
| 稲田村         | 稲田村                | 昭和6年10月1日 川西村 | 昭和26年4月1日 精華村       | 昭和30年4月1日 町制          | 精華町                   | 精華町   |
| 山田荘村       | 山田荘村              | 山田荘村              | 昭和26年4月1日 精華村       | 昭和30年4月1日 町制          | 精華町                   | 精華町   |
| 大河原村       | 大河原村              | 大河原村              | 大河原村                    | 昭和30年4月1日 南山城村      | 南山城村                 | 南山城村 |
| 高山村         | 高山村                | 高山村                | 高山村                      | 昭和30年4月1日 南山城村      | 南山城村                 | 南山城村 |

## 行政
歴代郡長
| 代 | 氏名         | 就任年月日                 | 退任年月日                 | 備考                                                             |
| -- | ------------ | -------------------------- | -------------------------- | ---------------------------------------------------------------- |
| 1  | 森嶋清右衛門 | 明治12年（1879年）3月14日  | 明治13年（1880年）9月2日   | 元相楽郡大庄屋（祝園村在住）                                     |
| 2  | 親康忠紀     | 明治13年（1880年）9月2日   | 明治15年（1882年）10月12日 | 京都府庶務課御用掛へ転任                                         |
| 3  | 松本金兵衛   | 明治15年（1882年）10月12日 | 明治19年（1886年）10月8日  | 相楽郡書記兼綴喜郡書記へ転任                                     |
| 4  | 西川義延     | 明治19年（1886年）10月8日  | 明治22年（1889年）5月27日  | これより奏任官となる 綴喜郡長を兼任。 病気のため依願免本官竝兼官 |
| 5  | 喜多川孝経   | 明治22年（1889年）6月10日  | 明治25年（1892年）4月5日   | 綴喜郡長を兼任のち免本官専任綴喜郡長                             |
| 6  | 松野新九郎   | 明治25年（1892年）4月5日   | 明治29年（1896年）11月30日 | 依願免本官                                                       |
| 7  | 北川良愼     | 明治29年（1896年）11月30日 | 明治30年（1897年）7月15日  | 滋賀県滋賀郡長へ転任                                             |
| 8  | 田邊信成     | 明治30年（1897年）8月2日   | 明治32年（1899年）4月21日  | 紀伊郡長へ転任                                                   |
| 9  | 後藤善二     | 明治32年（1899年）4月21日  | 明治43年（1910年）2月21日  | 船井郡長へ転任                                                   |
| 10 | 根本吉太郎   | 明治43年（1910年）2月21日  | 大正6年（1917年）1月17日   | 与謝郡長へ転任                                                   |
| 11 | 折田有彦     | 大正6年（1917年）1月17日   | 大正6年（1917年）12月25日  | 宮内事務官へ転任                                                 |
| 12 | 菊山嘉男     | 大正7年（1918年）1月12日   | 大正7年（1918年）12月6日   | 船井郡長へ転任                                                   |
| 13 | 佐伯嘉直     | 大正7年（1918年）12月6日   | 大正7年（1918年）12月15日  | 在任中に死去                                                     |
| 14 | 清水良策     | 大正8年（1919年）1月17日   | 大正10年（1921年）5月5日   | 京都府理事官へ転任                                               |
| 15 | 中大路顯孝   | 大正10年（1921年）5月5日   | 大正12年（1923年）2月24日  | 中郡長へ転任                                                     |
| 16 | 岡本正一     | 大正12年（1923年）2月24日  | 大正15年（1926年）6月30日  | 郡役所廃止により、廃官 地方事務官京都府学務部社寺課長へ転任      |